# Беттинг, Хуго
Хуго Беттинг (нем. Hugo Betting; 25 января 1880, Штутгарт — март 1930) — германский регбист, серебряный призёр летних Олимпийских игр 1900.
На Играх Беттинг входил в сборную Германию, которая в единственном матче проиграла Франции со счётом 21:17, получив серебряные медали.